# Treplin-Alt-Zeschdorfer Fließtal
Das Treplin-Alt Zeschdorfer Fließtal ist eine Tallandschaft im Osten Brandenburgs, benannt nach den Orten Treplin und Alt Zeschdorf. Es gehört zur Ostbrandenburgischen Platte mit Barnimplatte, Buckower Hügel- und Kessellandschaft (Märkische Schweiz) sowie Lebuser Hochfläche, deren Oberflächenformen hauptsächlich durch die Inlandvereisung während der Weichseleiszeit geprägt wurden.
Das Treplin-Alt Zeschdorfer Fließtal, das fast zwanzig Meter tief und steilwandig von den eiszeitlichen Schmelzwassern in Südwest-Nordost-Richtung in die Lebuser Platte eingeschnitten wurde, hat seinen Ursprung bei Treplin und mündet südlich von Lebus in die Alte Oder. Es durchfließt den Großen Trepliner See, den Kleinen Trepliner See, die Talfläche zwischen Treplin und Hohenjesar mit dem Schlosssee und dem Hohenjesarschen See (Hohenjesarsche Schweiz).
Das Treplin-Alt Zeschdorfer Fließtal hat eine Fläche von 126 ha und wird von Fließ- und Stillgewässern mit Reet, Erlenbruchwald und Laubmischwald in Hanglagen durchzogen. Im Biotop kommen Biber, Buntspecht, Fischreiher, Eisvogel und Fischotter vor.
Im Tal gibt es zwei alte Mühlen, so die Herrenmühle (erbaut 1476) mit den Mühlenteichen und die Mühlenruine in Treplin.